# Lucigadus
Lucigadus is een geslacht van straalvinnige vissen uit de familie van rattenstaarten (Macrouridae).

## Soorten
- Lucigadus acrolophus Iwamoto & Merrett, 1997
- Lucigadus lucifer (Smith & Radcliffe, 1912)
- Lucigadus microlepis (Günther, 1878)
- Lucigadus nigromaculatus (McCulloch, 1907)
- Lucigadus nigromarginatus (Smith & Radcliffe, 1912)
- Lucigadus ori (Smith, 1968)
- Lucigadus potronus (Pequeño, 1971)